# Le Bouclier obscur
Le Bouclier Obscur est un roman fantastique, sorti en France en décembre 2006 aux éditions Rivière Blanche/Black Coat Press  (ISBN 978-1-932983-31-9). C'est le premier roman de John Lang, plus connu sous le nom de Pen of Chaos pour ses célèbres aventures du Donjon de Naheulbeuk.
Ce roman a ensuite été réédité aux éditions Physalis en avril 2012  (ISBN 978-2-36640-005-2), et en septembre 2015 aux éditions ActuSF  (ISBN 978-2-917689-94-3).

## Résumé
Uther est un professeur en informatique fan de Science Fiction et de Fantasy. Il mène une vie totalement banale qui va vite être bouleversée lorsqu'il va être amené à réparer un ordinateur d'un curé. Au premier abord, tout semble normal, l'ordinateur est infecté par un virus informatique, comme beaucoup d'autres. Mais, très vite, il va s'avérer que ce virus ne ressemble à rien de connu :  lorsque l'ordinateur se lance, des images sexuelles apparaissent à l'écran et celles-ci semblent devenir de plus en plus horribles au fur et à mesure qu'Uther va essayer de réparer cet ordinateur. Très vite il va s'apercevoir que ce virus vient des serveurs du Vatican...
Mais le problème va vite se corser lorsqu'il va se révéler que ce virus n'est rien d'autre qu'un moyen de faire venir sur terre un terrible démon capable de dévaster le monde entier.
Entre-temps, Uther va sympathiser avec un de ses élèves, James, qui va très vite devenir son ami qui va l'aider avec des hommes "spécialisés" à chasser ce terrible démon qui peut prendre le contrôle des humains. Bref, une mission pas facile et pas toujours jolie attend les deux héros.